# Get Busy
«Get Busy» es una canción dancehall de 2003 realizado por el toasting jamaiquino Sean Paul, incluido en su álbum Dutty Rock. La canción fue uno de los muchos éxitos del jumpy handclap riddim conocido como el Diwali Riddim, producido por el entonces debutante Steven "Lenky" Marsden, y fue la única canción que no se utilizó el ritmo "Diwali", para un álbum de Greensleeves Records ya que era más que se preveía que se lanzara más tarde.

## Remix
El remix oficial, "Get Busy (Clap Your Hands Now Remix)", cuenta con el rapero Fatman Scoop y The Clan Crooklyn, el remix utiliza el instrumental del anterior sencillo de Sean Paul, "Gimme the Light", en el extremo más cercano de la canción.

## Video musical
El video de "Get Busy" (dirigida por Little X) fue rodado en Woodbridge, Ontario, un suburbio de Toronto, y estrenado en febrero de 2003. El video fue nominado para dos premios MTV Video Music Awards por Mejor Video Dance y Mejor Artista Nuevo en 2003. Al final en el vídeo del hermano de Paul Jason introduce una canción, y señaló como un nuevo sencillo, y luego Paul canta parte de "Like Glue". Kardinal Offishall hace un cameo en el video.

## En la cultura popular
La canción se está utilizando actualmente para apoyar el comercial de Carl's Jr. milkshake, en el que un hombre se sacude una vaca a la canción, y también fue utilizado en la DANCE! Online, un juego multijugador en línea ritmo casual, y en el juego Dance Dance Revolution Extreme 2. Remezcla de la canción fue tocada en la escena de clubs de la película de 2003 Grind. La canción también apareció brevemente en el episodio de la segunda temporada de The Wire, Hot Shots.

## Lista de canciones
Sencillo CD
1. «Get Busy» – 3:32
2. «Get Busy» (Diwali Riddim instrumental) – 3:20

CD maxi - Europa
1. «Get Busy» (álbum versión) – 3:32
2. «Get Busy» (Diwali Riddim instrumental) – 3:20
3. «Gimme the Light» (2Step Moabit Relick remix) – 5:53
4. «Gimme the Light» (Nappy Doggout remix) – 3:50

CD maxi - Estados Unidos
1. «Get Busy» (álbum versión) – 3:31
2. «Get Busy» (instrumental) – 3:20
3. «Get Busy» (a cappella) – 3:43
4. «Get Bus»y (video) – 4:27

12" maxi - Reindo Unido
1. «Get Busy» (álbum versión) – 3:31
2. «Get Busy» (instrumental) – 3:20
3. «Get Busy» (a cappella) – 3:43

12" maxi - Alemania
1. «Get Busy» (álbum versión) – 3:31
2. «Get Busy» (Diwali Riddim instrumental) – 3:20
3. «Gimme the Light» (2Step Moabit Relick remix) – 3:53
4. «Gimme the Light» (2Step Moabit Relick instrumental) – 3:53
5. «Like Glue» (álbum versión) – 3:53
6. «Like Glue» (instrumental) – 4:01

## Posicionamiento en listas
| Listas (2003)                          | Mejor posición |
| -------------------------------------- | -------------- |
| Alemania (Offizielle Deutsche Charts)  | 3              |
| Australia (ARIA)                       | 4              |
| Austria (Ö3 Austria Top 40)            | 4              |
| Bélgica (Flandes) (Ultratop 50)        | 3              |
| Bélgica (Valonia) (Ultratop 50)        | 3              |
| Dinamarca (Tracklisten)                | 4              |
| Estados Unidos (Billboard Hot 100)     | 1              |
| Estados Unidos (Hot R&B/Hip-Hop Songs) | 1              |
| Estados Unidos (Latin Pop Airplay)     | 37             |
| Estados Unidos (Rhythmic)              | 1              |
| Estados Unidos (Hot Rap Songs)         | 1              |
| Estados Unidos (Mainstream Top 40)     | 3              |
| Europa (Eurochart Hot 100)             | 2              |
| Finlandia (OFC)                        | 17             |
| Francia (SNEP)                         | 8              |
| Hungría (Dance Top 40)                 | 1              |
| Irlanda (IRMA)                         | 14             |
| Italia (FIMI)                          | 1              |
| Noruega (VG-lista)                     | 2              |
| Nueva Zelanda (Recorded Music NZ)      | 19             |
| Países Bajos (Dutch Top 40)            | 1              |
| Reino Unido (UK Singles Chart)         | 4              |
| Suecia (Sverigetopplistan)             | 4              |
| Suiza (Schweizer Hitparade)            | 2              |